# Perieni
Perieni là một xã thuộc hạt Vaslui, România. Dân số thời điểm năm 2002 là 5285 người.